# A Trick of the Tail
A Trick of the Tail (с англ. — «Взмах хвоста») — седьмой студийный альбом британской прогрок-группы Genesis, выпущенный 13 февраля 1976 года на лейбле Charisma Records и стал первым альбомом с барабанщиком Филом Коллинзом в качестве ведущего вокалиста после ухода Питера Гэбриэла. Он имел критический и коммерческий успех в Великобритании и США, заняв 3-е и 31-е места соответственно.
После решения Гэбриэла покинуть группу оставшиеся участники хотели продолжить, чтобы показать, что они все еще могут писать и записывать успешный материал, поскольку клавишник Тони Бэнкс и басист/ритм-гитарист Майк Резерфорд, а не Гэбриэл, были главными авторами музыки. В середине 1975 года группа написала и отрепетировала новые песни и прослушала множество кассет в поисках нового фронтмена. В октябре они пришли в Trident Studios с продюсером Дэвидом Хенчелем для записи альбома, не имея окончательного представления о том, кто будет исполнять ведущий вокал. После того, как поиски вокалиста оказались безрезультатными, Коллинза убедили спеть «Squonk», и исполнение было настолько сильным, что он исполнил главную роль в остальной части альбома.
После релиза критики были впечатлены улучшенным качеством звука и способностью группы пережить потерю Габриэля, не жертвуя качеством музыки. Группа отправилась в турне с Коллинзом в качестве фронтмена и Биллом Бруфордом в качестве барабанщика, и последовавшие за этим выступления в США подняли репутацию Genesis там. Альбом несколько раз переиздавался на CD, включая подарочный пакет с бонусными видео в 2007 году.

## Об альбоме
A Trick of the Tail стал первым альбомом группы, записанным после ухода основного вокалиста Питера Гэбриела (покинувшего коллектив в ходе тура в поддержку The Lamb Lies Down on Broadway). Оставшиеся члены группы, убедившись в необратимости произошедшего, тем не менее были готовы к продолжению совместной работы и хотели доказать критикам и журналистам, что они — команда авторов, способных создавать хорошую музыку.
Материал для альбома был уже полностью готов, но замена Гэбриелу всё ещё не была найдена. Переслушав около 400 вокалистов, группа решила, что место Гэбриела займёт ударник Фил Коллинз, хотя Коллинз верил в это меньше всех (позже он говорил: «Я не хотел не быть ударником — это то, чем я занимался. Это — моя территория»).
Вторым ударником стал Билл Бруфорд (Yes, King Crimson), который играл с Коллинзом в Brand X.
Основой для A Trick of the Tail послужили наброски Тони Бэнкса для возможного сольного альбома.
Текст песни «Squonk» повествует о вымышленном существе — сквонке из книги Уильяма Т. Кокса «Внушающие страх существа лесов и некоторые звери пустынь и гор» 1910 года.
Дизайном обложки занималась студия Hipgnosis Сторма Торгесона; на её развороте изображены герои песен, в частности сестра милосердия из «Entangled», разбойник из песни «Robbery, Assault and Battery», охотник и сквонк из «Squonk», чудовище из заглавной песни и метафорический образ стариков, вспоминающих юность, из песни «Ripples».
Успех концертных выступлений и положительные отзывы позволили Genesis обрести «второе дыхание». Альбом хорошо продавался и получил золотой статус, по продажам в Великобритании и в США.

## Концертный тур
По воспоминаниям Ричарда Макфейла, в туре в основном игрались песни с альбома A Trick of the Tail, плюс «то, что можно было назвать „лучшими хитами“, среди которых и „Supper’s Ready“. Genesis особо не играли песни из „The Lamb Lies Down on Broadway“ до последнего, возможно потому, что это было дитя Питера. Считалось, что сокращение песен, которые ассоциировались с Питером, уменьшит вероятность того, что фанаты и критики начнут заниматься сравнениями».
По мнению Майка Резерфорда, участие в туре Бруфорда добавляло Genesis «немного авторитета и престижа для тура». Бруфорд: «Когда только родилась идея сойтись с Genesis, у меня было довольно щекотливое положение. Я успел уйти из Yes и прийти в King Crimson, которые вскоре распались. Короче, я был не при делах. Были какие-то записи, какие-то выступления, но всё это было несерьёзно. Поэтому предложение от Genesis звучало даже неплохо. Во-первых, это заработок, и неплохой — 500 фунтов в неделю. Удача сама идёт в руки. Во-вторых, тур проходил на стадионах. Короче, для меня это всё было карьерным продвижением».
Питер Гэбриел посетил выступление группы в Hammersmith Odeon: «Всё было более естественным, чем я ожидал. За исключением того, что я немного нервничал во время исполнения „Supper’s Ready“ — как если бы кто-то нацепил на себя мои внутренности».
В 1977 году вышел концертный фильм «Genesis: In Concert».

## Список композиций
| №  | Название             | Автор(ы)                                             | Длительность |
| -- | -------------------- | ---------------------------------------------------- | ------------ |
| 1. | «Dance on a Volcano» | Тони Бэнкс, Фил Коллинз, Майк Резерфорд, Стив Хэкетт | 5:54         |
| 2. | «Entangled»          | Тони Бэнкс, Стив Хэкетт                              | 6:27         |
| 3. | «Squonk»             | Тони Бэнкс, Майк Резерфорд                           | 6:27         |
| 4. | «Mad Man Moon»       | Тони Бэнкс                                           | 7:34         |

| №                   | Название                       | Автор(ы)                                             | Длительность |
| ------------------- | ------------------------------ | ---------------------------------------------------- | ------------ |
| 1.                  | «Robbery, Assault and Battery» | Тони Бэнкс, Фил Коллинз                              | 6:16         |
| 2.                  | «Ripples»                      | Тони Бэнкс, Майк Резерфорд                           | 8:04         |
| 3.                  | «A Trick of the Tail»          | Тони Бэнкс                                           | 4:35         |
| 4.                  | «Los Endos»                    | Тони Бэнкс, Фил Коллинз, Майк Резерфорд, Стив Хэкетт | 5:47         |
| Общая длительность: | Общая длительность:            | Общая длительность:                                  | 51:11        |

## Участники записи
- Фил Коллинз — вокал, бэк-вокал, барабаны, перкуссия
- Стив Хэкетт — гитара, ударные, бэк-вокал
- Майк Резерфорд — бас-гитара, 12-струнная гитара
- Тони Бэнкс — орган, клавишные, меллотрон, 12-струнная гитара, бэк-вокал

## Дополнительные факты
- Крис Сквайр (впоследствии основавший со Стивом Хэкеттом группу «Squackett») называл A Trick of the Tail своим любимым альбомом Genesis[27].

## Позиции в хит-парадах
| Хит-парад      | Наивысшая позиция |
| -------------- | ----------------- |
| Великобритания | 3                 |
| США            | 31                |
| Германия       | 43                |
| Швеция         | 17                |

| Хит-парад (1976)             | Позиция |
| ---------------------------- | ------- |
| Великобритания (Gallup Poll) | 32      |
| Канада (RPM Year-End)        | 67      |